# Conizonia albolineata
Conizonia albolineata is een keversoort uit de familie boktorren (Cerambycidae). De wetenschappelijke naam van de soort is voor het eerst geldig gepubliceerd in 1852 door Gampe.